# Mina Myōi

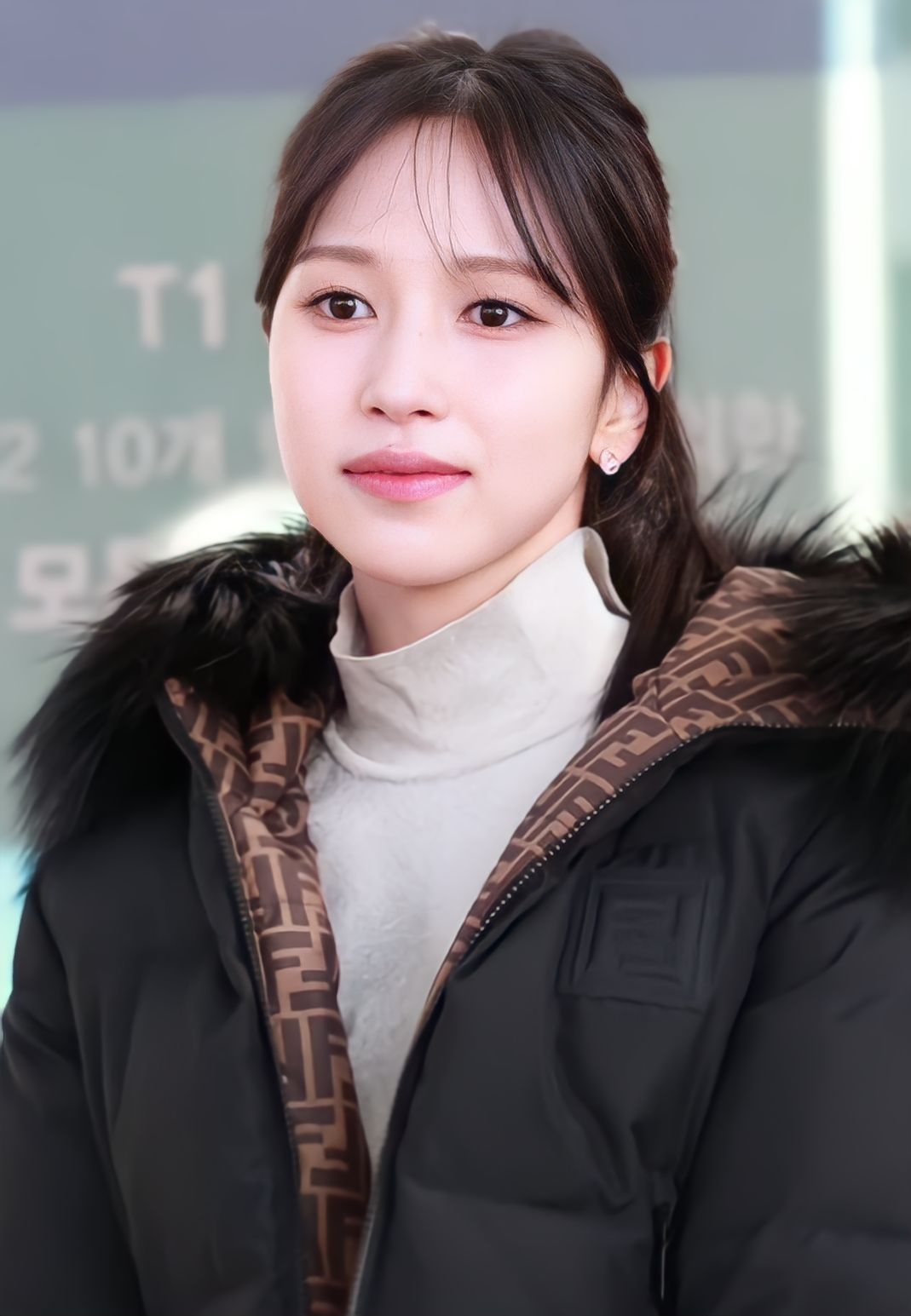
Myoui Mina (2024)

Mina Myōi (japanisch 名井 南 Myōi Mina; * 24. März 1997 in San Antonio, Texas) ist eine japanisch-US-amerikanische Sängerin und Tänzerin. Sie ist Mitglied der südkoreanischen Girlgroup Twice.
Zumeist tritt sie unter ihrem Mononym Mina (名井 oder ミナ; Hangeul: 미나) auf. Ihr Nachname wird auch gelegentlich Myoui geschrieben.

## Leben und Karriere
Mina, die einen älteren Bruder hat, wurde in den Vereinigten Staaten geboren, wuchs jedoch in der japanischen Stadt Kobe der Präfektur Hyōgo auf, wo sie bereits in jungen Jahren Ballettunterricht nahm. Ihr Vater ist in Osaka als orthopädischer Chirurg tätig. Aufgrund ihres Geburtsortes besaß sie wegen des im 14. Zusatzartikel der Verfassung der Vereinigten Staaten verankerten Ius Soli-Prinzips neben der Staatsbürgerschaft Japans auch die Staatsangehörigkeit der USA. 2019 legte sie die US-amerikanische Staatsbürgerschaft ab.
In Osaka wurde sie während eines Shoppingausfluges mit ihrer Mutter von einem Talentsucher der Agentur JYP Entertainment entdeckt. Zu diesem Zeitpunkt nahm sie bereits elf Jahre Ballettunterricht. Laut eigener Aussage waren Minas Eltern von dem Perspektivenwechsel für die Karriere ihrer Tochter anfangs nicht begeistert.
Nachdem sie schließlich im Jahr 2014 nach Südkorea umgezogen war, nahm sie ein Jahr später an der von JYP Entertainment und Mnet koproduzierten Castingshow Sixteen teil. Aus dieser ging sie schließlich gemeinsam mit acht weiteren Sängerinnen erfolgreich hervor, welche von nun an als Girlgroup Twice tätig sind. In einer Beliebtheitsumfrage der Gallup Organization wurde sie 2019 auf Rang 16 der beliebtesten Idols gewählt.
Gemeinsam mit Momo und Sana, den zwei anderen japanischen Mitgliedern von Twice, bildet Mina die Untergruppe MiSaMo, die im Juli 2023 mit dem Mini-Album Marshmallow debütieren soll.

### Auszeit
Vielfach medial sowie in Fankreisen thematisiert wurde Minas im Juli 2019 selbst in Anspruch genommene Auszeit vom Showgeschäft, in deren weiterer Folge sie auch ihre Teilnahme an einer durch Twice geplanten Welttournee absagen musste. Mancherorts wurde es für möglich gehalten, dass anti-japanische Ressentiments der Auslöser für die psychischen Probleme der Sängerin waren. Später wurde bei ihr eine Angststörung festgestellt. Seit Januar 2020 nimmt sie wieder an gemeinsamen Veranstaltungen der Gruppe teil.